# Rachelle Lefevre
Rachelle Marie Lefevre, kandska televizijska in filmska igralka, *1. februar 1979, Montreal, Quebec, Kanada.

## Zgodnje življenje
Rachelle Marie Lefevre se je rodila 1. februarja 1979 v Montrealu, Quebec, Kanada, kot hči učitelja angleščine in psihologinje. Ima še tri sestre in vse govorijo dva jezika: angleščino in francoščino, to pa zato, ker je njihov oče pravzaprav Francoz. Rachelle Lefevre se je najprej šolala na Centennial Academy, zasebni srednji šoli, kasneje pa je študirala umetnost na kolidžu Dawson College. Dve leti je študirala tudi igralstvo na Walnut Hill School v Naticku, Massachusetts.

## Kariera
Rachelle Lefevre je svojo igralsko kariero začela leta 1999 v televizijski seriji Big Wolf on Campus, kjer je igrala Stacey Hanson. Istega leta je igrala v televizijskem filmu The Legend of Sleepy Hollow, v vlogi Katrine Van Hassel.
Leta 2000 zaigra v filmu Stardom in seriji The Hunger, leto pozneje, torej leta 2001 pa jo lahko vidimo v filmih Dead Awake in Life in Balance.
Leta 2002 se pojavi v filmih Abandon in Confessions of a Dangerous Mind ter serijah Bliss, Galidor: Defenders of the Outer Dimension in Undressed.
Leta 2003 se pojavi v filmih Deception in Hatley High ter serijah Picking Up & Dropping Off, Largo Winch, Čarovnice in See Jane Date, leta 2004 pa v serijah Petits mythes urbains in The Legend of Butch & Sundance ter v filmih Head in the Clouds, Noel in The Big Thing.
Leta 2005 jo lahko opazimo v filmih Prue in The River King ter serijah Life on a Stick, Pool Guys in Bones.
Leta 2006 jo vidimo v serijah Kaj je z Brianom?, Veronica Mars, Four Kings in The Class, leta 2007 pa v serijah Kako sem spoznal vajino mamo, The Closer in Na kraju zločina: New York, ter filmih Fugitive Pieces in Suffering Man's Charity.
Leta 2008 se pojavi v serijah Na kraju zločina, Zvezde na sodišču, Eli Stone in The Summit, ter filmih Somrak (v vlogi Victorie) ter Prom Wars, letos pa smo jo ali pa jo še bomo videli v filmih The Pool Boys in Mlada luna (nadaljevanje Somraka) ter serijah The Deep End, Do You Know Me in Better Off Ted.
Leta 2010 pa se bo Rachelle Lefevre pojavila na velikih filmskih platnih v filmih Casino Jack ter Barney's Version (ki se trenutno snema).

## Osebno življenje
Rachelle Lefevre trenutno živi v Los Angelesu (Kalifornija). Od junija 2009 naj bi hodila z igralcem Jamiejem Thomasom Kingom.

## Filografija

### Televizija
| Leto | Naslov                                    | Vloga                         | Opombe            |
| ---- | ----------------------------------------- | ----------------------------- | ----------------- |
| 1999 | Big Wolf on Campus                        | Stacey Hanson                 | 22 epizod         |
| 1999 | The Legend of Sleepy Hollow               | Katrina Van Hassle            | televizijski film |
| 2000 | The Hunger                                | Smallpox Woman                | 1 epizoda         |
| 2002 | Bliss                                     | Marine                        | 1 epizoda         |
| 2002 | Galidor: Defenders of the Outer Dimension | Tyreena                       | 1 epizoda         |
| 2002 | Undressed                                 | Annie Isles                   | 6 epizod          |
| 2003 | Largo Winch                               | Catarina                      | 1 epizoda         |
| 2003 | See Jane Date                             | Eloise                        | televizjski film  |
| 2003 | Čarovnice                                 | Olivia Callaway               | 1 epizoda         |
| 2003 | Picking Up & Dropping Off                 | Georgia                       | televizijski film |
| 2004 | Petits mythes urbains                     | Receptorka #1                 | 1 epizoda         |
| 2004 | The Legend of Butch & Sundance            | Etta Place                    | televizijski film |
| 2005 | Pool Guys                                 | Alana                         | televizijski film |
| 2005 | Life on a Stick                           | Lily                          | 13 epizod         |
| 2005 | Bones                                     | Amy Morton                    | 1 epizoda         |
| 2006 | Veronica Mars                             | Marjorie                      | 1 epizoda         |
| 2006 | The Class                                 | Sue                           | 2 epizod          |
| 2006 | Four Kings                                | Lauren                        | 2 epizodi         |
| 2006 | Kaj je z Brianom?                         | Heather                       | 11 epizod         |
| 2007 | Kako sem spoznal vajino mamo              | Sarah                         | 1 epizoda         |
| 2007 | The Closer                                | Michelle Morgan               | 1 epizoda         |
| 2007 | Na kraju zločina: New York                | Devon Maxford                 | 1 epizoda         |
| 2008 | Zvezde na sodišču                         | Dana Strickland               | 3 epizode         |
| 2008 | Life on Mars                              | Annie Cartwright              |                   |
| 2008 | Swingtown                                 | Melinda                       | 5 epizod          |
| 2008 | Na kraju zločina                          | Kumari                        | 1 episode         |
| 2008 | Eli Stone                                 | Candance Bonneville           | 1 epizoda         |
| 2008 | The Summit                                | Leonie Adderly                | 2 epizodi         |
| 2009 | Do You Know Me                            | Elsa Carter/Sophie Marsaretti | televizijski film |
| 2009 | Better Off Ted                            | Rebecca                       | 2 epizodi         |
| 2009 | The Deep End                              | Katie Campbell                | 1 epizoda         |

### Filmi
| Leto | Film                            | Vloga             | Opombe          |
| ---- | ------------------------------- | ----------------- | --------------- |
| 2000 | Stardom                         | Catherine         |                 |
| 2001 | Life in Balance                 | Kristy Carswell   |                 |
| 2001 | Dead Awake                      | Randi Baum        |                 |
| 2002 | Abandon                         | Eager Beaver      |                 |
| 2002 | Confessions of a Dangerous Mind | Tuvia, 25 let     |                 |
| 2003 | Deception                       | Denise            |                 |
| 2003 | Hatley High                     | Hyacinthe Marquez |                 |
| 2004 | The Big Thing                   | Sarah             |                 |
| 2004 | Head in the Clouds              | Alice             |                 |
| 2004 | Noel                            | Holly             |                 |
| 2005 | The River King                  | Carlin Leander    |                 |
| 2005 | Pure                            | Julie             |                 |
| 2007 | Suffering Man's Charity         | Elaine            |                 |
| 2007 | Fugitive Pieces                 | Naomi             |                 |
| 2008 | Prom Wars                       | Sabina            |                 |
| 2008 | Somrak                          | Victoria          |                 |
| 2009 | The Pool Boys                   | Laura             |                 |
| 2009 | Mlada luna                      | Victoria          |                 |
| 2010 | Casino Jack                     | Emily             | post-produkcija |
| 2010 | Barney's Version                | Clara             | v snemanju      |